# Михайлов, Виктор Михайлович (шахматист)
Виктор Михайлович Михайлов (1828—1883, Петербург) — российский шахматист, один из сильнейших в Петербурге в 1850-х — начала 1860-х годов, несколько раз брал I-е призы в столичных турнирах, с успехом состязался c итальянским шахматистом Беллоти, бреславским мастером Элиасоном. Первый в России шахматный журналист. Один из организаторов Петербургского общества любителей шахматной игры (1853) и соавтор уставов шахматной игры (1854 и 1857).

## Биография
По окончании Петербургского университета (1850) работал переводчиком в Министерстве иностранных дел. С 1859 года редактировал журнал «Шахматный листок». В 1862 году уволился со службы, чтобы полностью посвятить себя шахматно-литературной деятельности. Однако уже в 1863 году выход журнала прекратился и Михайлов переехал в Смоленск, где занял пост управляющего контрольной палатой.
Умер 22 июня 1883 года в Санкт-Петербурге.